# اردوگاه کار اجباری اوکرمارک
اردوگاه کار اجباری اوکرمارک اردوگاهی توقیفی کوچک برای دختران در نزدیکی اردوگاه کار اجباری راونسبروک در فورستنبرگ/هاول، آلمان نازی بود که بعدها به اردوگاه مرگ در مواقع «اضطراری» تغییر کاربری داد.

## تاریخچه
اردوگاه اوکرمارک در مه سال ۱۹۴۲ به عنوان اردوگاه بازداشتی برای دختران ۱۶ تا ۲۱ ساله که بزهکار یا بدرفتار به‌شمار می‌آمدند افتتاح شد. دخترانی که به حداکثر سن رسیده بودند به اردوگاه زنان راونسبروک منتقل می‌شدند. اردوگاه توسط کارکنان اردوگاه راونسبروک اداره می‌شد. در سال‌های نخست، رئیسان ناظر در اوکرمارک زنی به نام Lotte لوته توبرنتز بود، به همراه یکی دیگر از سرپرستان زن که امروز با نام یوهانا براخ شناخته می‌شود. هر دوی این زنان توسط دادگاهی بریتانیایی در محاکمه سوم راونسبروک محاکمه شدند.
در ژانویه ۱۹۴۵، اردوگاه نوجوانان بسته شد و پس از آن از زیرساخت‌ها به عنوان اردوگاه پاکسازی «زنانی که بیمار بودند، دیگر کارآمدی نداشتند، و بیش از ۵۲ سال سن داشتند» استفاده می‌شد. بیش از ۵۰۰۰ زن در آنجا کشته شدند، و تنها ۵۰۰ زن و کودک زنده ماندند. اگرچه در مارس ۱۹۴۵ این اردوگاه تعطیل شد، شوروی اردوگاه را در شب ۲۹ تا ۳۰ آوریل ۱۹۴۵ آزاد کرد. امروزه تنها تعداد کمی از سازه‌های اردوگاه به شکل ویرانه وجود دارند و به سختی قابل شناسایی هستند.
برخی از نگهبانان اس‌اس مسئول در اردوگاه، از جمله رئیس زندان روت نویدک، در دادگاه راونسبروک در هامبورگ، تحت عنوان «دادگاه اوکرمارک» محاکمه شدند.